# Felipe Kitadai
Felipe Kitadai (São Paulo, Brazil, 28. srpnja 1989.) je brazilski judaš. On je već prvog dana natjecanja na OI 2012. u Londonu osvojio broncu u muškoj kategoriji do 60 kg. Time je na najbolji način proslavio vlastiti 23. rođendan koji je bio taj dan.
Član je judo kluba SOGIPA iz Porto Alegrea.

## Olimpijske igre

### OI 2012. London
| London 2012.             | London 2012.      | London 2012.   | London 2012. |
| Protivnik                | Zemlja            | Uspjeh         | Natjecanje   |
| ------------------------ | ----------------- | -------------- | ------------ |
| Davaadorjiin Tömörkhüleg | Mongolija         | 110:0; pobjeda | 2. krug      |
| Eisa Majrashi            | Saudijska Arabija | 210:0; pobjeda | 3. krug      |
| Rishod Sobirov           | Uzbekistan        | 1:100; poraz   | četvrtfinale |
| Choi Gwang-Hyeon         | Južna Koreja      | 11:1; pobjeda  | repasaž      |
| Elio Verde               | Italija           | 11:0; pobjeda  | finale       |

## Vanjske poveznice
- Profil judaša